# Thompson Plays for Thomson
Thompson Plays for Thomson – album muzyczny amerykańskiego saksofonisty jazzowego Lucky’ego Thompsona nagrany 22 lutego 1956 w Paryżu. Wydany przez francuską firmę Ducretet-Thomson na monofonicznym 10" LP (250V024). Nagrania z tego wydawnictwa stanowią część kompilacyjnego albumu Lucky’ego Thompsona Recorded in Paris 1956 Volume One, wydanego w 1985 przez Swing/DRG oraz część CD Americans Swinging in Paris – Nothing But the Soul, wydanego w 2002 przez EMI.

## Muzycy
- Lucky Thompson – saksofon tenorowy (1, 3-6)
- Emmett Berry – trąbka (2-4, 5b)
- Henri Renaud – fortepian (2-5)
- Benoit Quersin – kontrabas
- Gérard "Dave" Pochonet – perkusja

## Lista utworów
Strona A
| 1. | "Thin Ice" (Lucky Thompson)        |  |
|    |                                    |  |
| 2. | "Blues for Frank" (Emmett Berry)   |  |
|    |                                    |  |
| 3. | "A Minor Delight" (Lucky Thompson) |  |
|    |                                    |  |
Strona B
| 4. | "Takin' Care 'n Business" (Lucky Thompson, Emmett Berry) |  |
|    | |  |
| 5. | Medley: a. "Sophisticated Lady" (Duke Ellington, Mitchell Parish, Irving Mills) b. "These Foolish Things" (Jack Strachey, Harry Link, Holt Marvell (właśc. Eric Maschwitz) |  |
|    | |  |
| 6. | "One Cool Night" 1 (Lucky Thompson, Emmett Berry) |  |
|    | |  |
1 na okładce napisano "When Cool Night"